# Вайосіна (Вісконсин)
Вайосіна (англ. Wyocena) — селище (англ. village) в США, в окрузі Колумбія штату Вісконсин. Населення — 756 осіб (2020).

## Географія
Вайосіна розташована за координатами 43°29′31″ пн. ш. 89°18′30″ зх. д. / 43.49194° пн. ш. 89.30833° зх. д. (43.491947, -89.308402).  За даними Бюро перепису населення США в 2010 році селище мало площу 3,99 км², з яких 3,66 км² — суходіл та 0,33 км² — водойми.

## Демографія
Згідно з переписом 2010 року, у селищі мешкало 768 осіб у 271 домогосподарстві у складі 170 родин. Густота населення становила 192 особи/км².  Було 296 помешкань (74/км²).
Расовий склад населення:
| - 98,3 % — білих - 0,4 % — корінних американців - 0,3 % — азіатів - 0,1 % — чорних або афроамериканців |

До двох чи більше рас належало 0,9 %. Частка іспаномовних становила 2,0 % від усіх жителів.
За віковим діапазоном населення розподілялося таким чином: 20,2 % — особи молодші 18 років, 54,7 % — особи у віці 18—64 років, 25,1 % — особи у віці 65 років та старші. Медіана віку мешканця становила 43,5 року. На 100 осіб жіночої статі у селищі припадало 86,9 чоловіків;  на 100 жінок у віці від 18 років та старших — 83,5 чоловіків також старших 18 років.
Середній дохід на одне домашнє господарство  становив 59 766 доларів США (медіана — 53 125), а середній дохід на одну сім'ю — 66 004 долари (медіана — 69 375). Медіана доходів становила 47 969 доларів для чоловіків та 33 250 доларів для жінок. За межею бідності перебувало 15,1 % осіб, у тому числі 16,7 % дітей у віці до 18 років та 13,0 % осіб у віці 65 років та старших.
Цивільне працевлаштоване населення становило 330 осіб. Основні галузі зайнятості: виробництво — 20,6 %, освіта, охорона здоров'я та соціальна допомога — 19,4 %, науковці, спеціалісти, менеджери — 10,9 %, публічна адміністрація — 8,2 %.